# Paulino (cônsul em 277)
Paulino (em latim: Paulinus) foi um oficial romano do século III, ativo durante o reinado do imperador Probo (r. 276–282). Em 277, ocupou a posição de cônsul posterior com Probo. Talvez pode ser associado ao procônsul da África homônimo.